# David Vranković
David Vranković (Sydney, 11 novembre 1993) è un calciatore australiano, difensore del Bonnyrigg White Eagles.

## Caratteristiche tecniche
È un difensore centrale.

## Carriera

### Club
Nel 2015 ha disputato 6 incontri di AFC Champions League con la maglia del Bình Dương.